# مثلث عاهم (حرض)

تعديل مصدري - تعديل

مثلث عاهم هي إحدى قرى عزلة العتنة بمديرية حرض التابعة لمحافظة حجة، بلغ تعداد سكانها 338 نسمة حسب تعداد اليمن لعام 2004.